# راشد بن عبد الله الدريبي
راشد بن عبدالله الدريبي هو رئيس عشيرة آل أبو عليان، والمنسوب إليه تأسيس بلدة بريدة وأول أمرائها. ذكر المؤرخ إبراهيم بن صالح بن عيسى أنه قدم إلى المنطقة بعد حروب مع أبناء عمه العناقر في بلدة ثرمداء واشتراها وعمرها في سنة 985 للهجرة وهو التاريخ الذي أنكره المؤرخ محمد ناصر العبودي.